# Komi Naoshi
Komi Naoshi (古味 直志 (Cổ Vị Trực Chí) sinh ngày 28 tháng 3 năm 1986) là một họa sĩ truyện tranh Nhật Bản. Các tác phẩm của anh đã ra mắt trên tạp chí Weekly Shōnen Jump và các chi nhánh của nó. Năm 2008, anh phát hành Double Arts, kéo dài trong ba tập tankōbon. Tác phẩm nổi tiếng nhất của anh, Nisekoi, được xuất bản trong Weekly Shōnen Jump, với hơn hai trăm chương, và đã được anime hóa.

## Tiểu sử
Komi sinh ra ở Tsuno, huyện Takaoka, quận Aichi, tỉnh Kochi. Komi ra mắt lần đầu trên Akamaru Jump năm 2007. Ông cho biết tạp chí được biết đến với sự góp mặt của nhiều người mới. Tác phẩm nối tiếp đầu tiên của ông trong Weekly Shonen Jump là Double Arts.